# آب‌سرفت
آب‌سرفت، روستایی است از توابع بخش مرکزی شهرستان آمل در استان مازندران ایران.دارای امامزاده علمدار حسین و یک مکان تاریخی به نام پیر تکیه.

## جمعیت
این روستا در دهستان هرازپی جنوبی قرار داشته و براساس آخرین سرشماری مرکز آمار ایران که در سال ۱۳۸۵ صورت گرفته، جمعیت آن ۱۹۲ نفر (۵۲ خانوار) بوده‌است. مردم آب سرفت از قومیت طبری هستند که ریشه آن به قوم آمارد و قوم تپوری می‌رسد. مردم آب سرفت به زبان طبری (مازندرانی) و گویش آملی سخن میگویند.